# Альфред Лотар Вегенер
А́льфред Ло́тар Ве́генер (нім. Alfred Lothar Wegener; 1 листопада 1880, Берлін — листопад 1930, Гренландія) — німецький метеоролог, геолог, геофізик та астроном, автор теорій руху літосферних плит та ударного походження кратерів на планетах земної групи. Професор університету в Граці (1924).

## Дитинство
Альфред Вегенер народився 1 листопада 1880 року в сім'ї берлінського науковця та священника. Ще з дитинства він виявляв схильність до природничих наук, складаючи разом із братом Куртом Вегенером географічні карти та вимірюючи глибини озер. Навчався в «Кельнській гімназії» в Берліні, поєднуючи навчання з активними заняттями спортом. У 1899 році з найкращим атестатом у класі закінчив гімназію і вступив до Берлінського університету імені Фрідріха Вільгельма (нині університет імені Гумбольдта). Вибрана ним спеціальність — астроном. І хоча написану ним працю про рухи планет високо оцінили спеціалісти, найбільшим захопленням стала метеорологія. Особливо в цьому плані його цікавив острів Гренландія, тому у вільний час він займався підготовкою до полярних експедицій — робив великі лижні переходи, захопився ковзанярським спортом та конструював повітряні кулі та змії (адже саме за їхньою допомогою він збирався вивчати верхні шари атмосфери). Також у студентські роки брати Вегенери захопилися екскурсіями по горах Тіроля (східні Альпи). Провчившись також (згідно з правилами тодішньої вищої німецької школи) по одному семестру в Гейдельберзькому та Інсбрукському (Австрія) університетах, в 1904 році Альфред захистив дисертацію і закінчив університет за спеціальністю астроном.

## 1904—1912
Після закінчення університету Альфред Вегенер працював разом із братом у Лінденберзькій аерологічній обсерваторії, де вони займалися дослідженням атмосфери літаючи на аеростатах. У квітні 1906 року брати встановили світовий рекорд тривалості польоту на аеростаті. Стартувавши під Берліном, вони рушили у північному напрямку, пролітаючи над Данією повернули на південь і приземлилися біля Франкфурта-на-Майні. Загалом політ зайняв 52,5 години (що на 17 годин був тривалішим від попереднього рекорду).

## Теорія руху літосферних плит
У січні 1912 року на засіданні Німецької геологічної асоціації Альфред Вегенер прочитав лекцію, присвячену теорії руху літосферних плит.

## Гренландія
Альфред Вегенер брав участь у трьох експедиціях по Гренландії в 1906, 1912 та 1930 роках. Під час останньої з них він і помер у віці 50 років.

## Сучасні дослідження
На початку 1950-х років  С. К. Рункорном з Кембриджського університету та в Імперському коледжі ім. Блекетта була започаткована нова наука про палеомагнетизм, в якій він підтвердив теорію Вегенера. До початку 1953 року зразки, взяті з Індії, показали, що країна раніше була в південній півкулі, як і передбачав Вегенер. До 1959 року теорія мала достатньо підтверджуючих фактів про те, що континенти починають змінюватися, особливо в Сполученому Королівстві, де в 1964 році Королівське товариство провело симпозіум з цього питання[джерело?].
У 1960-х роках було відзначено кілька важливих подій у геології, зокрема, відкриття розширення морського дна та зони Вадаті-Беніофа, і це призвело до швидкого воскресіння гіпотези континентального дрейфу у вигляді  теорії тектоніки плит. Карти геоморфології океанічних поверхонь, створені Марі Тарп у співпраці зі Брюсом Хезеном, були важливим внеском у початок зміни парадигми. Вегенера тоді було визнано батьком-засновником однієї з найважливіших наукових революцій XX-го століття.
З появою глобальної системи позиціонування (GPS) стало можливим безпосередньо вимірювати дрейфи континентів[джерело?].